# 旭ダム

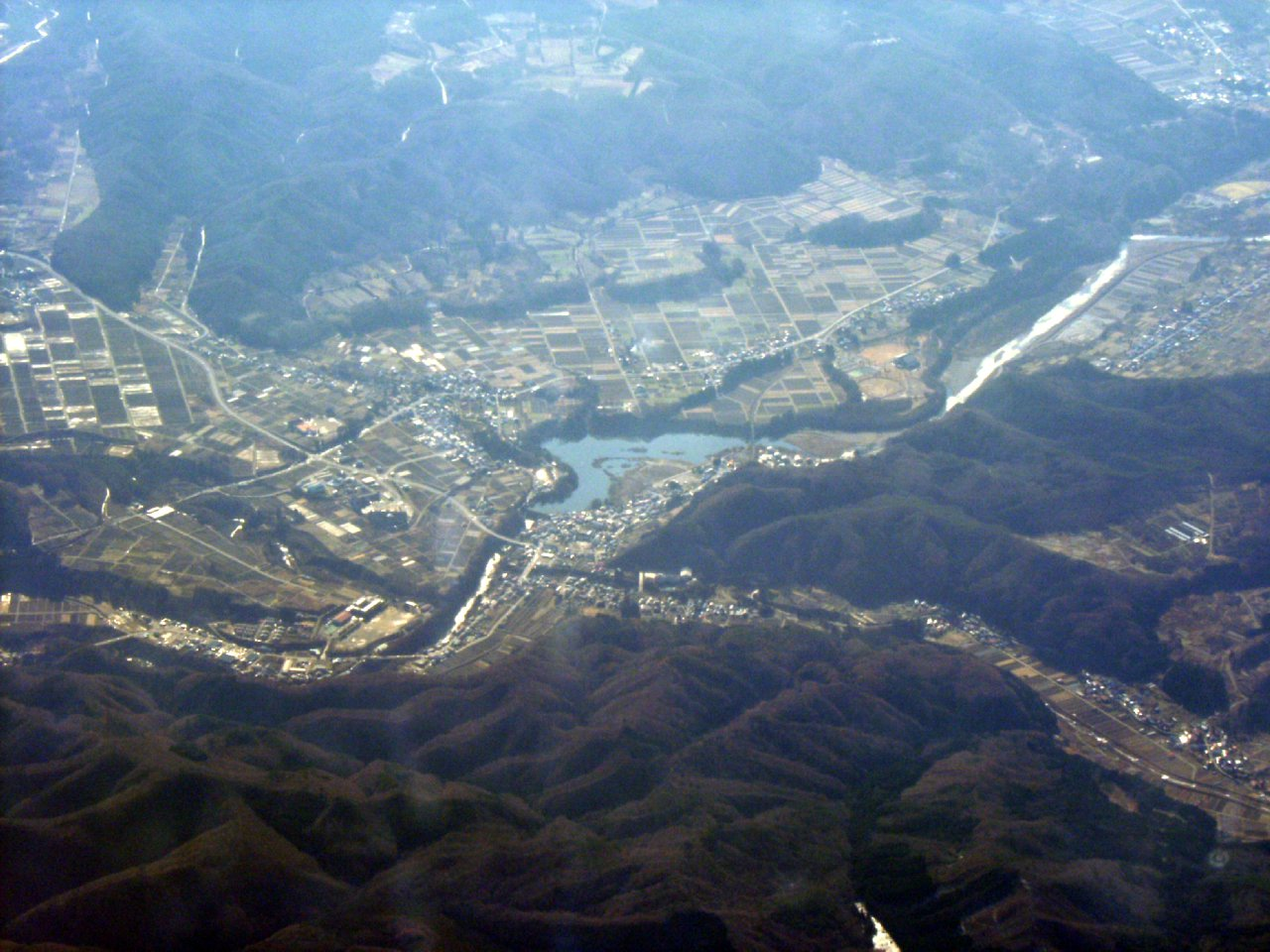
旭ダム空撮

旭ダム（あさひダム）は、福島県南会津郡下郷町を流れる一級河川阿賀野川水系阿賀川（大川）にあるダムである。

## 概要
昭和電工東長原事業所（建設当時は日本電気工業広田工場）への電力供給を目的として1935年に建設された自家用のダムである。阿賀川本流をせき止めており、ここで取水された水は下流の湯ノ上発電所に送水され、会津若松市河東町の事業所へ送電される。ダム天端全体にわたり洪水吐があり、テンターゲート7門が設置されている。トラス構造の四角錐を組み合わせたもので、現役のものとしては国内で最古のゲートの一つである。

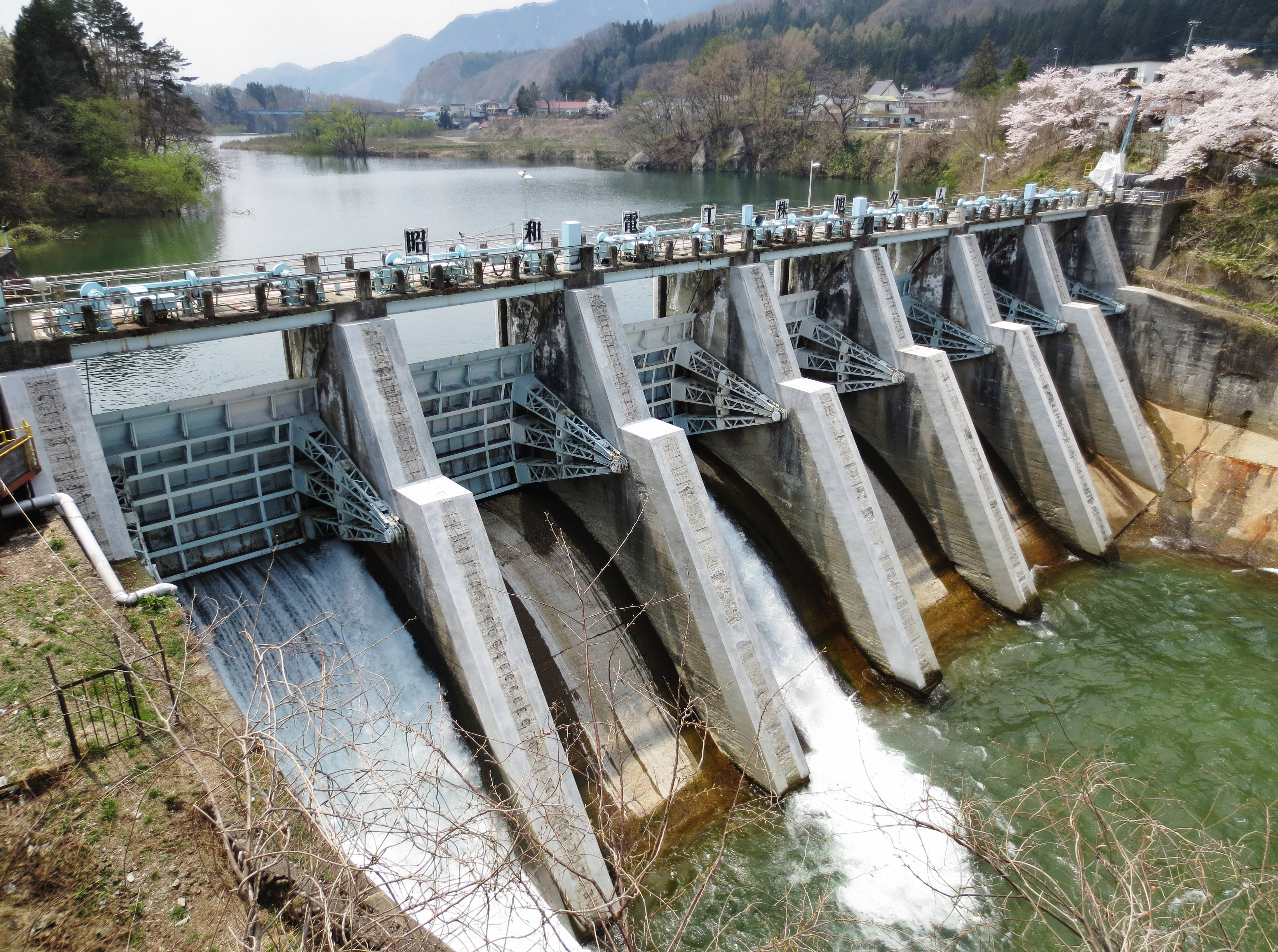
放流設備
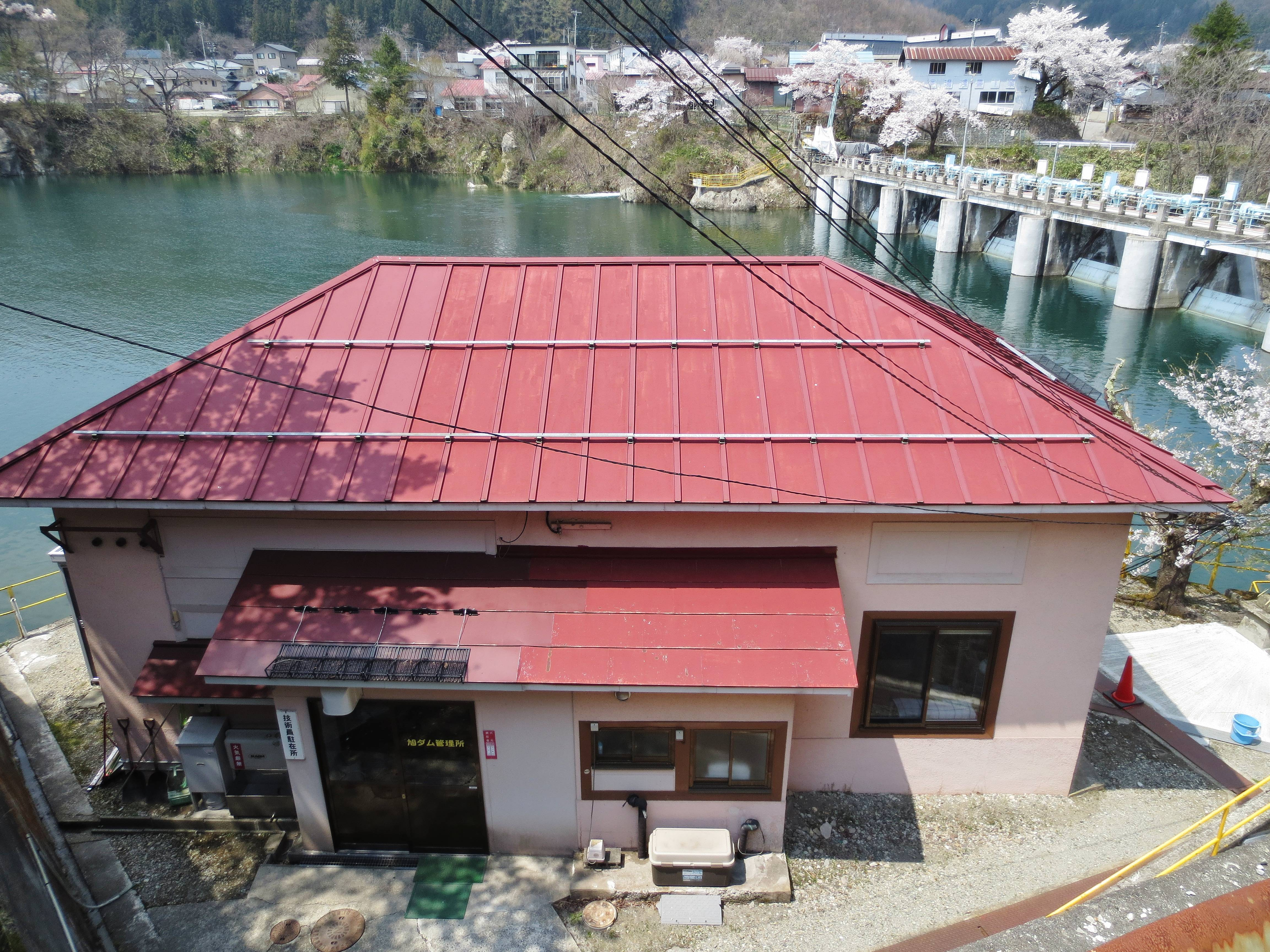
管理所
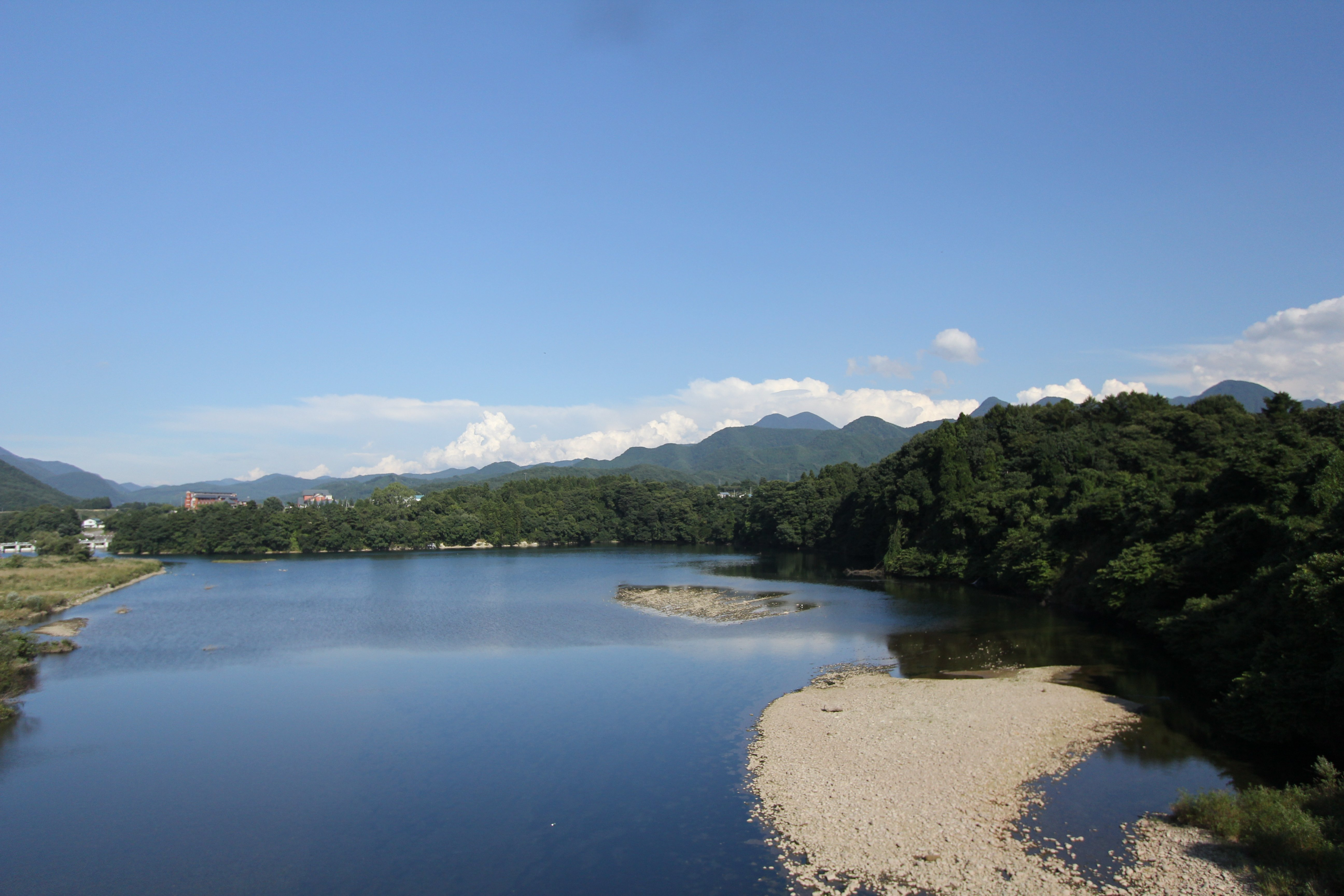
旭ダム湖
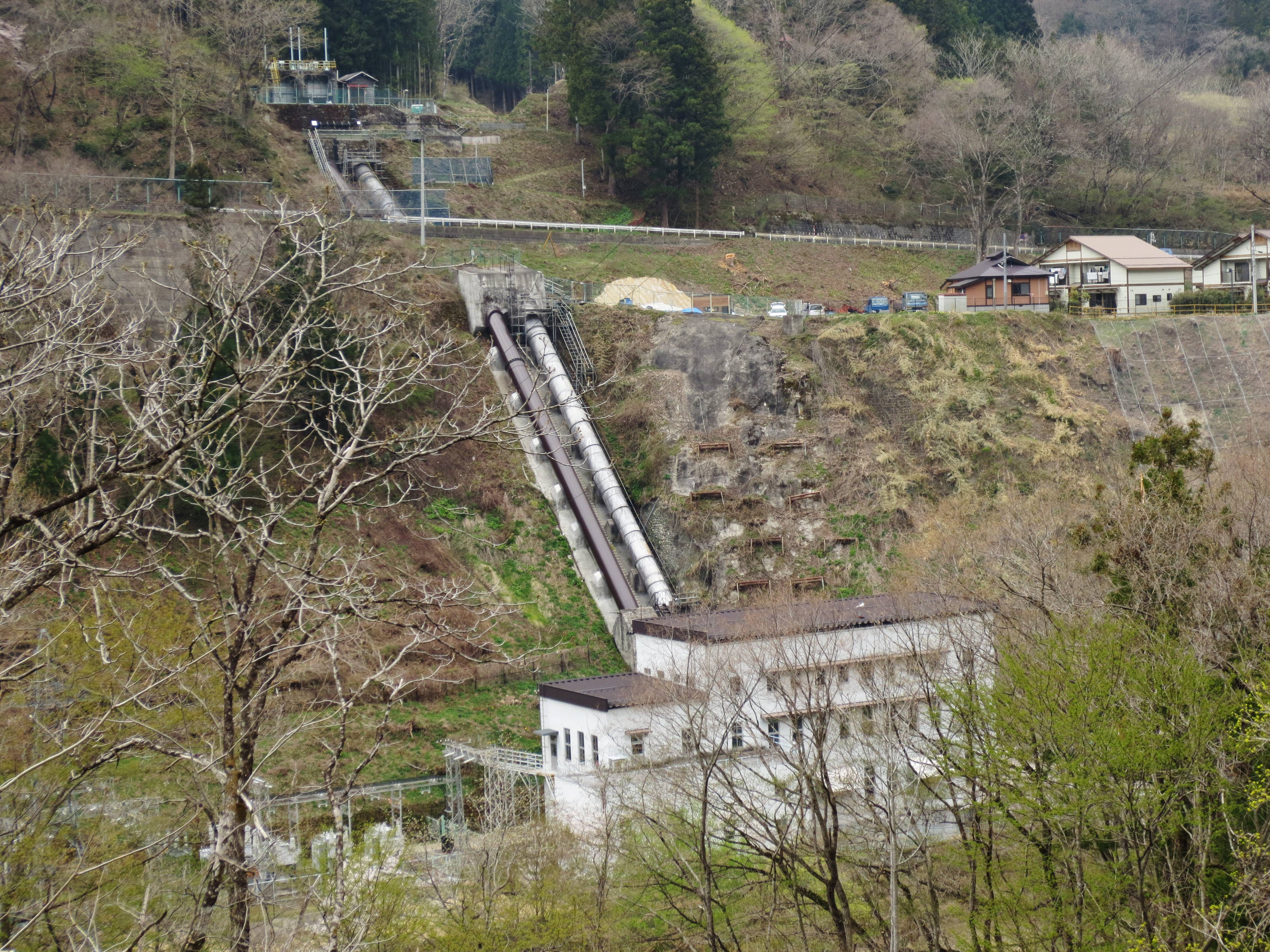
湯ノ上発電所

## その他
- 当ダムのダムカードが昭和電工により制作され、ダム管理所にて配布されている[2]。
- 冬季間にライトアップが行われており、その取組によって日本ダムアワード2018ライトアップ賞を受賞した。なお、民間事業者が所有するダムの受賞は日本ダムアワード開始以来初めてのことである[3]。